# Cucharada (banda)
Cucharada fue un grupo musical español de la década de 1970 formado por Manolo Tena (bajo y voz), José Manuel Díez (Batería, voz y guitarra), Antonio Molina Ramírez (guitarra) y Jesús Vidal  (guitarra). Inicialmente el grupo se llamaba Spoonful y después se castellanizó el nombre.

## Historia
Comenzaron tocando en el Metro de Madrid y gracias al colectivo artístico Lacochu (Laboratorio Colectivo Chueca) en 1977 participaron en el disco colectivo Rock del Manzanares: Viva el Rollo v.2  (Chapa, 1978) con el tema Social peligrosidad, una canción con implicaciones de denuncia social. El 5 de junio de 1978 se publicó el sencillo. Tres meses después, en septiembre de 1978, actuaron por primera vez en el Festival de rock en Madrid, junto a otros grupos también debutantes como Leño o Coz. 
Su primer disco, El limpiabotas que quería ser torero (1979) contó con colaboraciones como las de Hilario Camacho y Moncho Alpuente y fue producido por Teddy Bautista. 1979 fue el año de mayor actividad con múltiples actuaciones en salas madrileñas y buena acogida por parte de la crítica... representan la nueva ola del rock madrileño y, pese a su juventud, consiguen realizar ya muy buenas cosas se dijo de ellos.
En los años siguientes continuaron su marcha por los escenarios madrileños, y en julio de 1981 fueron teloneros de Chuck Berry.
De estética rompedora y calificados como grupo underground, con influencias de Led Zeppelin, supieron hacerse un lugar, llegando a ser calificados por la crítica como uno de los más respetados de Madrid, gracias a su puesta en escena y a su competencia.
"La música es un rock que los entendidos identifican con grupos duros y pesados tipo Led Zeppelin: mucho ritmo y mucho ruido; buenos instrumentistas y una cierta caída en la fórmula que se salva sobre todo por lo inusual de la puesta en escena. Era muy sorprendente: allí aparecía una monja tocando el bajo y después un pobre, un señor con aspecto de jorobado de Notre Dame y otro que cantaba en polainas y tocado con ese enorme sombrero clásico del tío Sam. Para más asombro, el bajo cambió tres veces de manos y, en general, lo único estable eran las dos guitarras, que iban trenzando sus punteos con gran decisión" señalaba de ellos en 1979 el crítico musical José Manuel Costa en el El País.
Mientras Leño publica Más madera, un álbum donde los teclados tienen más presencia que las guitarras, y Topo saca Pret-a-porter, un álbum más cercano al pop que al rock, Cucharada cambia su estética característica por otra más nuevaolera y edita un nuevo sencillo llamado Quiero bailar rock and roll. El experimento no obtiene continuidad y el grupo se disuelve en 1981. Manolo Tena y José Manuel Díez fundaron a continuación el grupo llamado Alarma!!!.
En 2015 se realiza un único concierto como iniciativa de la Sociedad de Artistas Intérpretes o Ejecutantes de España dentro de su ciclo 'AIE De Nuevo' sin los miembros originales, salvo Jose Manuel Díez, sin tener continuidad después.
En 2019-2020 tocan esporádicamente en locales de Madrid bajo el nombre Spoonful, la formación es Antonio Molina "El zurdo" y José Manuel Díez, acompañados de Ramón y Jesús.

## Discografía
- Social peligrosidad (1978, single)
- El limbiabotas que quería ser torero (1979, LP)
- Quiero bailar Rock and Roll (1980, single)